# Asistent Veřejného ochránce práv
Asistent veřejného ochránce práv je odborný pomocník veřejného ochránce práv. Obdobou této funkce je u státních zastupitelství asistent státního zástupce a u soudů asistent soudce.
Výkon funkce asistenta je uznáván jako praxe asistenta soudce či justičního čekatele pro jmenování soudcem, praxe asistenta státního zástupce pro jmenování státním zástupcem a praxe advokátního koncipienta pro ustanovení advokátem.

## Historie
Funkce asistenta veřejného ochránce práv byla po vzoru asistentů státních zástupců a soudců zřízena v roce 2008 na návrh poslance Jeronýma Tejce, když již roku 2005 schválila Poslanecká sněmovna návrh poslance Zdeňka Koudelky na vznik této pozice, ale věc byla Senátem odmítnuta.

## Předpoklady a postavení
Asistenta jmenuje a odvolává vedoucí Kanceláře veřejného ochránce práv na návrh veřejného ochránce práv. Asistent je v pracovním poměru, který se řídí zákoníkem práce a zákonem o veřejném ochránci práv. Podmínkami jmenování jsou:
- občanství České republiky,
- bezúhonnost,
- vysokoškolské magisterské vzdělání v oblasti práva a
- alespoň jednoroční přípravná praxe v Kanceláři veřejného ochránce práv.

Veřejný ochránce práv může asistenty pověřit prováděním šetření u úřadů i v zařízeních, kde se nacházejí nebo mohou nacházet osoby omezené na svobodě, jakož sledováním vyhoštění cizinců. Na základě takového pověření pak asistenti mohou vstupovat do prostor úřadů i bez předchozího upozornění, nahlížet do spisů, klást otázky zaměstnancům a rozmlouvat s osobami omezenými na svobodě i bez přítomnosti jiných osob. Stejně tak mohou jednat jménem veřejného ochránce práv před soudy a Ústavním soudem.